# Človek z bombami
Človek z bombami je pesniška zbirka, ki jo je leta 1925 v samozaložbi izdal novomeški pesnik Anton Podbevšek. 
Zbirka je bila sicer pripravljena že leta 1919, a jo je pesnik v začetku leta 1921 predložil Jugoslovanski knjigarni, ki je pesmi zavrnila, saj naj bi bilo sporno Podbevškovo urednikovanje socialističnega glasila Naprej, ki ga je Podbevšek sprejel istega leta. V zbirki, za katero ima danes avtorske pravice žena pokojnega Antona Podbevška, Štefanija Ravnikar-Podbevšek, je zbranih devet pesmi in cikel pesmi. Slog pesmi ni klasičen, temveč so po zunanji formi povsem neurejene, pri večini pa je podobno neurejena tudi vsebina. Zbirka danes velja za eno prvih avantgardističnih pesniških zbirk v Sloveniji, po Podbevšku pa so se kasneje zgledovali tudi drugi slovenski pesniki, med katerimi je najpomembnejši Srečko Kosovel. 
Politično se Podbevšek v svojih pesmih ni nikoli opredelil, v njih pa je vidna njemu lastna ideologija, ki večkrat meji celo na samovšečnost. 
Po izidu zbirke je Podbevšek pesniško umolknil do srede 60. let 20.stoletja, ko je očitno navdahnjen od rojstva slovenskega modernizma, začel znova pisati in snovati načrte za ponovno izdajo Človeka z bombami. Načrte je kasneje opustil, verjetno zaradi prigovarjanja Josipa Vidmarja, ki se je kljub prvotnem pozitivnem mnenju kasneje javno izrekel proti avantgardizmu in se od njega oddaljil.